# Пол Йованопулос
Пол Йованопулос (на гръцки: Παύλος Γιοβανόπουλος) е виден гръцки и американски художник.

## Биография
Роден е на 11 ноември 1939 година в големия западномакедонски град Костур. Още на 16 години заминава за Ню Йорк, където учи изящни изкуства в Нюйоркския университет и в художествена школа. На 22 години получава американско гражданство. Автор е на множество самостоятелни изложби в САЩ и в Европа, а също така участва и в групови изложби. Картини на Йованопулос са в колекционерски колекции, сред които на Силвестър Сталоун и Джеймс Камерън.
Йованопулос живее и твори в Ню Йорк.